# ГЕС Văn Chấn
ГЕС Văn Chấn — гідроелектростанція у північній частині В'єтнаму. Використовує ресурс із річки Ngoi Thia, правої притоки Хонгхи (біля Хайфону впадає у Тонкінську затоку Південнокитайського моря).
У межах проєкту річку перекрили бетонною греблею висотою 46 метрів, довжиною 112 метрів та товщиною по гребеню 8  метрів, яка утримує водосховище з об'ємом 5,1 млн м3. Звідси через правобережний масив прокладений дериваційний тунель до розташованого за 3,5 км машинного залу, спорудженого на березі Ngoi Thia.
Основне обладнання станції становлять три турбіни загальною потужністю 57 МВт, які повинні забезпечувати виробництво 246 млн кВт·год електроенергії на рік.
У липні 2018-го внаслідок сильних злив та зсувів район станції охопила повінь, що призвело до затоплення її споруд. Персонал при цьому встиг піднятись на гору, проте ГЕС була виведена з ладу, а її відновлення, як оцінювалось, потребувало не менше трьох місяців.